# Duvel Moortgat
La fàbrica de cervesa Duvel Moortgat (Brouwerij Duvel Moortgat) és una empresa familiar belga fundada l'any 1871.
El seu producte més conegut, Duvel, és una cervesa del tipus cervesa forta (8,5%) d'alta formentació que s'exporta arreu al món. Duvel (pronunciada IPA: [ˈdʏːvəl]), una variant de la paraula duivel, ‘diable’ al neerlandès.

## Història
Duvel Moortgat va ser fundada l'any 1871 per Jan-Leonard Moortgat, que descendia d'una família de cervesers que van viure a Steenhuffel, Bèlgica.
Durant els anys 50, la tercera generació dels Moortgat va assumir el control de la fàbrica.
A conseqüència de problemes financers durant els anys 70, Moortgat va començar a embotellar i distribuir la cervesa danesa Tuborg. Això va provocar un continu tràfic pel petit barri de Breendonk. Un significatiu desacord entre les dues companyies va acabar amb la relació en els anys 80. No obstant això, aquesta col·laboració va salvar la fàbrica com que li va permetre establir diversos canals de distribució per les seves birres pròpies.
Al juny de 1999, Duvel Moortgat va sortir a borsa al mercat Euronext Brussels.
Duvel Moortgat era un dels principals inversors de Brewery Ommegang, una fàbrica de cervesa fundada a Cooperstown (Nova York), durant els anys 90. Recentment, la companyia belga va assumir el control complet de la fàbrica i va fundar una organització de vendes als Estats Units per a administrar les marques de Ommegang, Duvel i unes altres, incloent Rodenbach.
Al setembre de 2006, Duvel Moortgat va adquirir la fàbrica de cervesa belga, Brasserie d'Achouffe.

## Productes

### Duvel

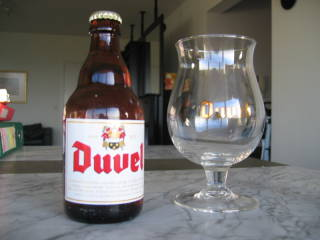
Duvel, mostrada amb cristalleria apropiada.

Per commemorar la fi de la Primera Guerra Mundial, els Moortgat li van donar a la seva principal cervesa el nom de Victory Ale. Durant els anys 20, un àvid bevedor la va descriure com "nen echten duvel" (un veritable diable), potser com a referència al seu relativament alt contingut d'alcohol (8.5% d'alcohol per volum), per la qual cosa la companyia va canviar de nom. S'ha convertit en la principal cervesa de la fàbrica. Moltes persones consideren Duvel la versió definitiva de l'estil "Ale forta daurada belga", el qual es caracteritza pel malt de Pilsner, de fins a un 20% de sucre (per augmentar el contingut d'alcohol) i llúpols Zatec (Saaz en alemany) i Styrian Goldings.

### Maredsous

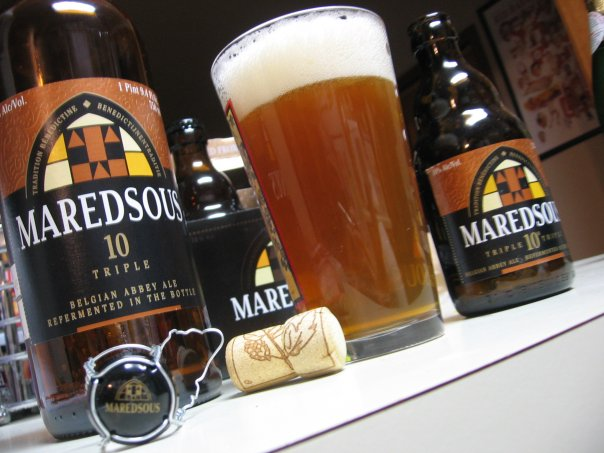
Maredsous 10°, una ale "tripel" belga.

En 1963, Moortgat va començar a elaborar la línia de cerveses «abadia Maredsous» sota la llicència dels monjos del Monestir de Maredsous. Fan les tres cerveses d'abadia típiques: blonde, bruna i triple/

### Altres marques
L'any 1930, la companyia va llançar Bel Pils, una cervesa Pilsner.
Vedett, una cervesa lager, creada el 1945 per Albert Moortgat, el fill de Jan.
L'any 1989, Steendonck, una nova cervesa de blat, va ser llançada en col·laboració amb Palm Breweries.
L'any 2000, Passendale es va donar a la llum com a part d'un acord entre Moortgat i la fàbrica de formatge, Campina. Des de llavors, el producte ha estat suspès.
L'any 2007, es va llançar una nova versió especial de Duvel, cridada Duvel Tripel Hop. A diferència de l'original Duvel, té un tercer tipus de llúpol (Groc) i un contingut d'alcohol més alt. (9.5%).